# مستشفى د. محمد كمال للطب النفسي
مستشفى د. محمد سعيد كمال للطب النفسي أو مستشفى بيت لحم للطب النفسي هو أحد المستشفيات الفلسطينية العاملة في الأراضي الفلسطينية. يعد المستشفى الوحيد من نوعه الذي يختص في مجال العلاج النفسي في الضفة الغربية. أول مشفى في الوطن العربي وأقدم المشافي في المنطقة ، عمره يقارب المئة عام ، تحول له الحالات من مختلف المحافظات، ويقدم الخدمة لمن يعانون من أمراض نفسية وعقلية كمرض الفصام والاكتئاب والوسواس القهري وكذلك الهوس والاضطراب بالسلوك وكثيرمن هذه الأمراض أمراض وراثية. تبلغ قدرته السريرية حوالي 140 سريرًا، ويعمل فيه 125 موظفًا، موزعين على النحو التالي:
| توزيع القوى العاملة في المستشفى (2022) | توزيع القوى العاملة في المستشفى (2022) | توزيع القوى العاملة في المستشفى (2022) | توزيع القوى العاملة في المستشفى (2022) | توزيع القوى العاملة في المستشفى (2022) | توزيع القوى العاملة في المستشفى (2022) | توزيع القوى العاملة في المستشفى (2022) | توزيع القوى العاملة في المستشفى (2022) |
| إدارة وخدمات                           | مهن طبية مساندة                        | قابلة                                  | ممرض                                   | صيدلاني                                | طبيب أسنان واختصاصي                    | طبيب اختصاصي                           | طبيب عام                               |
| -------------------------------------- | -------------------------------------- | -------------------------------------- | -------------------------------------- | -------------------------------------- | -------------------------------------- | -------------------------------------- | -------------------------------------- |
| 39                                     | 7                                      | 0                                      | 69                                     | 2                                      | 0                                      | 5                                      | 3                                      |

## التاريخ
بُني هذا الصرح عام 1898 بمساحة مبنى تقارب دونمين على أرض مساحتها 76 دونما من الأرض الخضراء، كملجأ للأطفال الأيتام من الطائفة الأرمنية في المنطقة يستوعب 50 طفلا، وسمي وقتها "ملجأ الأرمن- بيت لحم"، وبني كمشروع خيري في منطقة كانت تسمى "كرم العنب". قررت حكومة الانتداب البريطاني أن تحول المكان إلى مستشفى للأمراض العقلية للرجال، ليصبح الأول في المنطقة من هذا النوع عام 1922.واستمر بالعمل طيلة الفترات المتعاقبة من الإدارة الأردنية للضفة الغربية مرورًا بالاحتلال الإسرائيلي للضفة الغربية في حرب 1967 إلى إنشاء السلطة الوطنية الفلسطينية.
خلال فترة الانتداب البريطاني على فلسطين، كان المستشفى والأطباء من الفلسطينيين العرب وفيه مرضى فلسطينيين ويهود. بعد حرب 1948 انتقلت إدارة المسشفى إلى الأردنيين ووُجد فيه نحو 75 مريضًا يهوديًا. في يونيو 1948، بدأ الصليب الأحمر اتصالاته لنقل هؤلاء المرضى إلى إسرائيل، في يناير 1949، نُقل 67 مريضًا والبقية كانوا قد توفوا.
سُمي عام 1992 باسم الطبيب محمد سعيد كمال تقديرًا لجهوده خلال إدارته المستشفى بين عامي 1959 و1992، في 2 أبريل 2002، وخلال اجتياح الاحتلال الإسرائيلي لمدينة بيت لحم وفي اليوم الأول من حصار كنيسة المهد، دمرت قواته الطابق الثاني من مبنى المستشفى الرئيسي بعد قصفه بقذائف وأسلحة رشاشة مما أدى لتدمير 21 غرفة تخص الجانب الإداري للمستشفى، واعتقل نحو 31 مواطنًا منهم 3 من العاملين.

## الخدمات

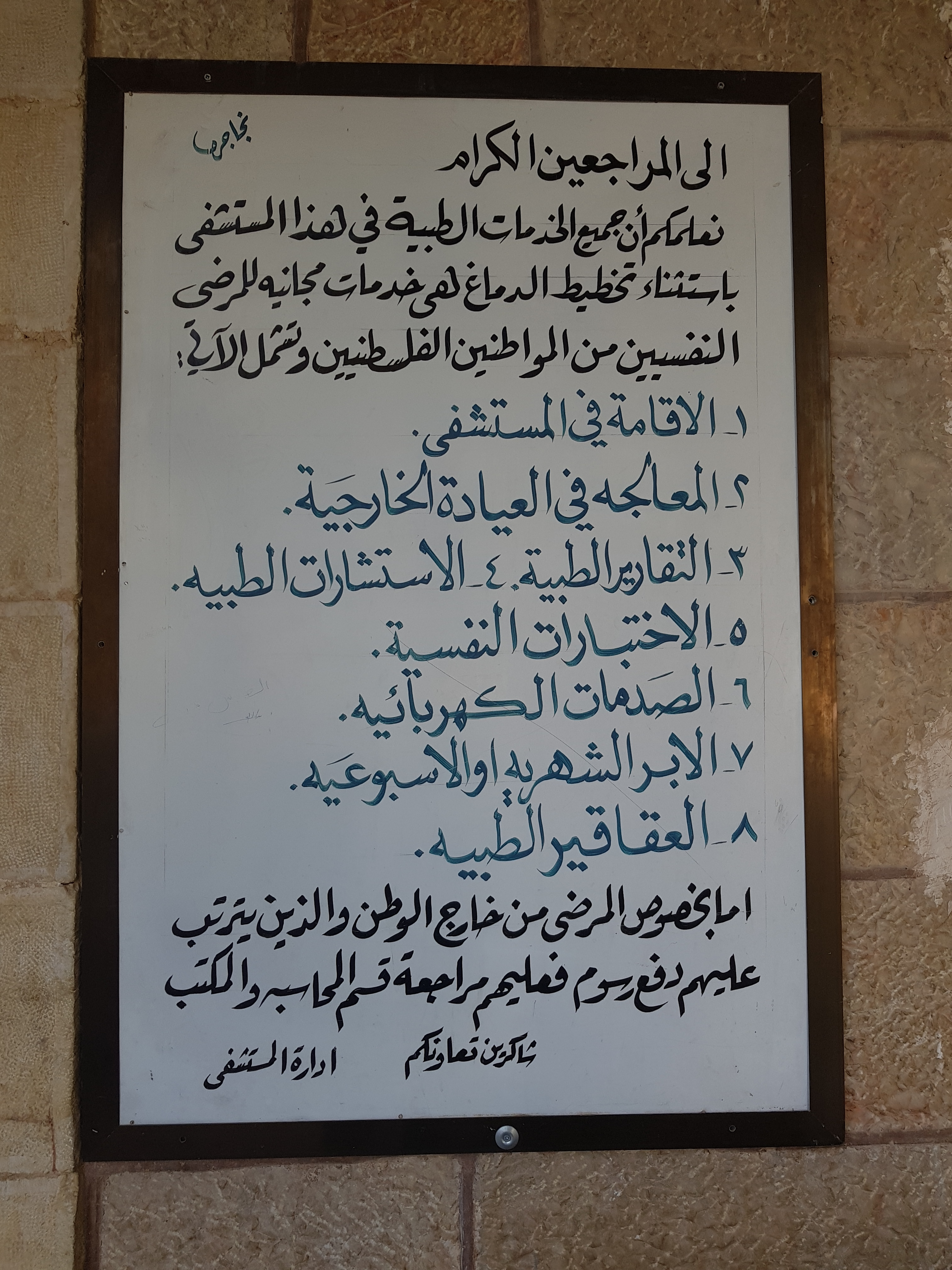
خدمات المستشفى

يقدم المستشفى خدماته العلاجية النفسية للمرضى من خدمات إقامة وإدخالات، وخدمات الصحة النفسية المجتمعية، والخدمات التمريضية والاجتماعية والنفسية، بالإضافة إلى خدمات تخطيط الدماغ، والطب العدلي، والعلاج الوقائي والعيادات الخارجية.
يعد المستشفى يعد مستشفى تعليمي معترف به من قبل المجلس الطبي الأردني والفلسطيني، ويتدرب فيه طلبة الطب، والتمريض، والأخصائيين النفسيين.

## معرض صور

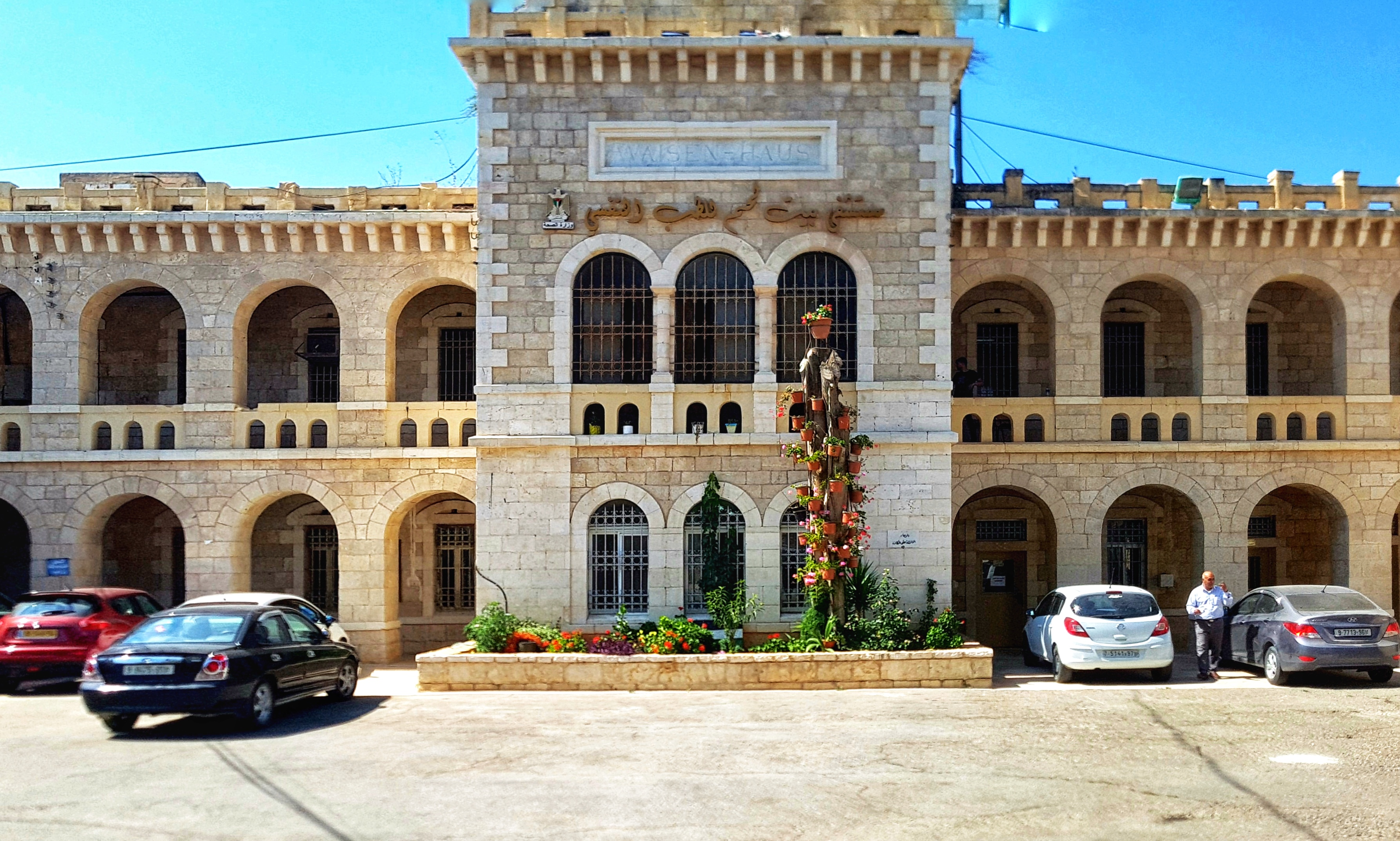
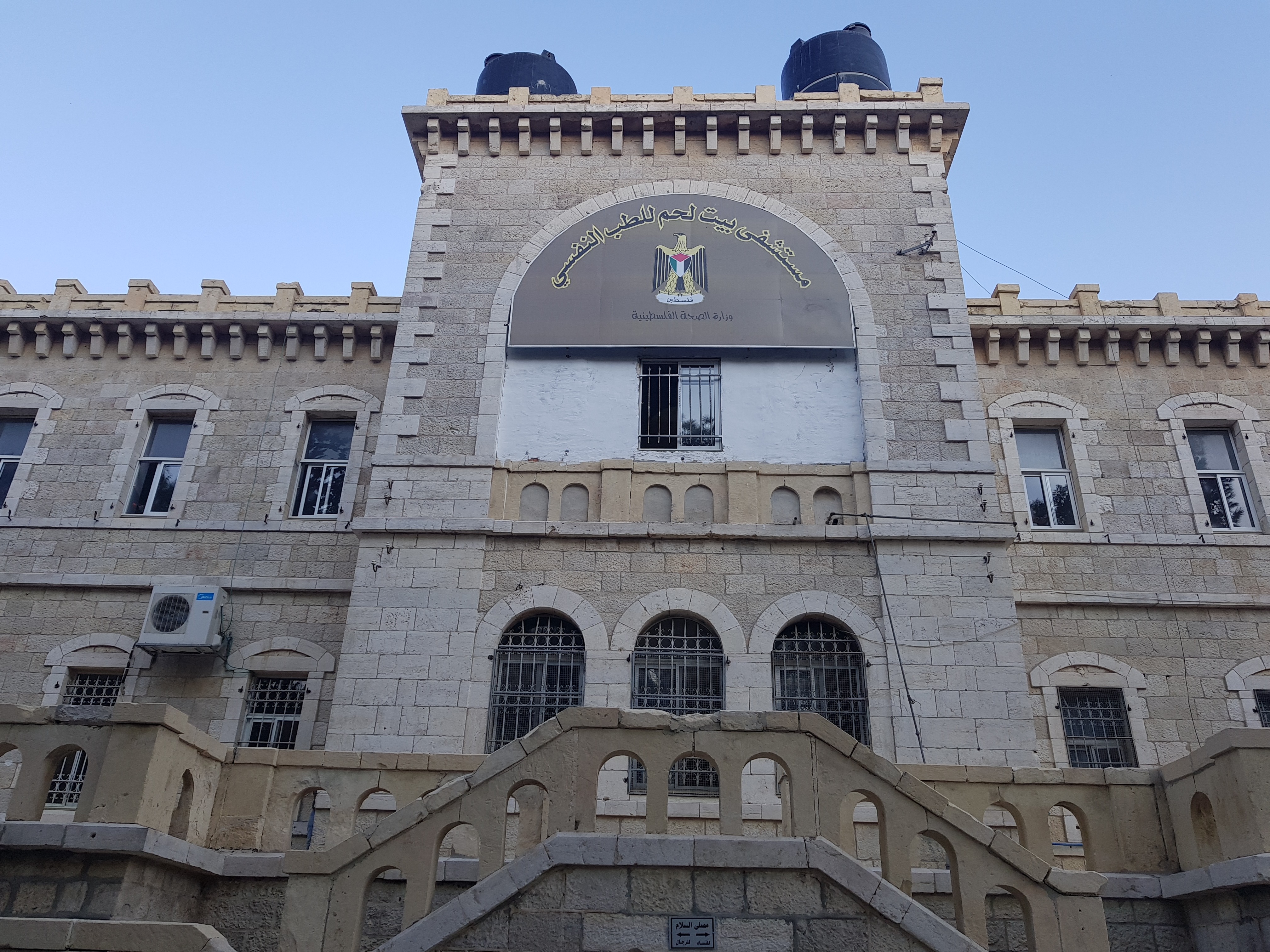
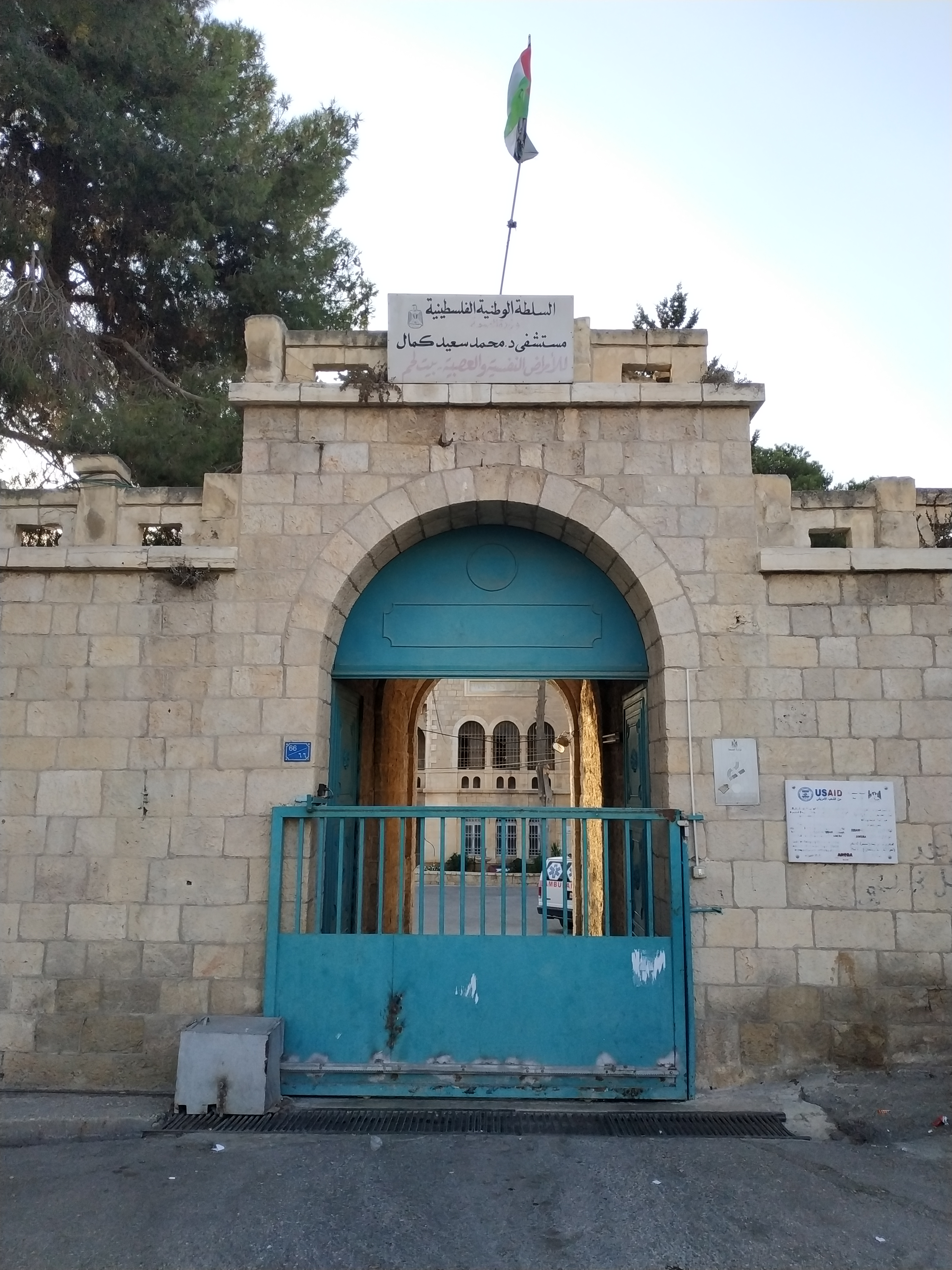